# Castiglione del Lago
Castiglione del Lago ist eine italienische Gemeinde am Trasimenischen See in der Provinz Perugia in der Region Umbrien und ist mit 15.136 Einwohnern (Stand 31. Dezember 2023) der größte Ort am See. Die Gemeinde ist Mitglied der Vereinigung I borghi più belli d’Italia (Die schönsten Orte Italiens).

## Geografie
Die Gemeinde liegt 304 m über dem Meeresspiegel am Westufer des Trasimenischen Sees und erstreckt sich über 205 km². Sie ist Teil der Comunità montana Trasimeno Medio Tevere und liegt in der klimatischen Einordnung italienischer Gemeinden in der Zone D, 2 099 GR/G.
Zu ihren Ortsteilen zählen Badia, Casamaggiore, Gioiella, Macchie, Panicarola, Petrignano del Lago, Piana, Porto, Pozzuolo Umbro, Sanfatucchio, Vaiano, Villastrada und die Insel Isola Polvese, die allerdings als Insel Sonderstatus besitzt (Isola lacuale). Größter Ortsteil ist Pozzuolo (351 Höhenmeter, ca. 1000 Einwohnern).
Die Nachbargemeinden sind Chiusi (SI), Città della Pieve, Cortona (AR), Magione, Montepulciano (SI), Paciano, Panicale, Passignano sul Trasimeno und Tuoro sul Trasimeno.

## Geschichte
An der Stelle des heutigen Ortes war in vorgeschichtlicher Zeit die vierte Insel, von der durch das kontinuierliche Absinken des Wasserspiegels seit dem Mittelalter eine hügelige Halbinsel zurückblieb. Castiglione war bereits in der Etruskerzeit ein wichtiges Zentrum. Unter römischer Herrschaft wurde am selben Ort eine neue Stadt, Novum Clusium gegründet, die bei Plinius erwähnt wird. Vom 6. bis zum 8. Jahrhundert diente der Ort den Byzantinern als Festung. Gegen Ende des 11. Jahrhunderts gehörte der Ort zum immer mächtiger werdenden Stadtstaat Perugia. Die Burg wurde 1198 im Krieg zwischen Perugia und Arezzo völlig zerstört. Friedrich II. ließ die Burg 1247 zur Rocca del Leone (Löwenburg) ausbauen, was später zum heutigen Namen Castiglione führte. Gleichzeitig entstand die Stadtmauer, die 1325 erweitert wurde. Die Burg zählte zu den größten Europas und galt als uneinnehmbar. Nach wechselvoller Geschichte wurde Castiglione im 15. Jahrhundert Teil des Kirchenstaates, der den Ort unter Papst Julius III. der Familie della Corgna unterstellte.
Im Jahr 1970 fand ein Bauer in der Nähe des Ortes einen 667 Gramm schweren Meteoriten. Allerdings wurde der Stein erst 2007 als Eisenmeteorit des Typs IAB-MG erkannt und klassifiziert.

## Sehenswürdigkeiten
Mit der gut erhaltenen Stadtmauer und der Burg präsentiert sich die Stadt ganz mittelalterlich, das Umland ist jedoch durch Neubauten zersiedelt. Der historische Ortsteil der Stadt blickt auf den See. Der seeabgewandte Westteil mit der Piazza Mazzini ist der belebte Mittelpunkt. Castiglione ist das touristische Zentrum am Trasimenischen See mit allen Einrichtungen für Bade- und Wassersport.
- Chiesa di San Domencio, 1683 entstandene Kirche im historischen Ortskern
- Chiesa di Santa Maria Maddalena, Kirche aus der Mitte des 19. Jahrhunderts außerhalb der Stadtmauer unterhalb der Festung
- Palazzo del Capitano del Popolo, 1247 errichtetes Gebäude im Ortskern
- Palazzo della Corgna, 1563 entstandener Palast der damaligen Herrscherfamilie della Corgna im Ortskern nahe der Rocca
- Rocca (Rocca del Leone), Verteidigungsanlage von 1247 innerhalb der Stadtmauern
- Stadtmauer, 1247 entstanden mit den Stadttoren Porta Senese (Haupttor) und Porta Fiorentina. Die zwei weiteren Stadttore Porta Perugina und Porta del Grifo wurden erst 1325 durch den Architekten Lorenzo Maitani hinzugefügt.
- Chiesa di Sant’Ansano, Kirche im Ortsteil Petrignano del Lago
- Chiesa di San Martino, Kirche im Ortsteil Petrignano del Lago
- Chiesa della Madonna delle Grazie, Kirche aus dem 17. Jahrhundert im Ortsteil Casamaggiore
- Santuario della Madonna della Carraia, Sanktuarium südlich des Hauptortes
- San Giuliano, Kirche auf der Insel Polvese
- San Secondo, Klosterruine auf der Insel Polvese
- Rocca di Polvese, auch Castello di Polvese, Burg auf der Insel Polvese

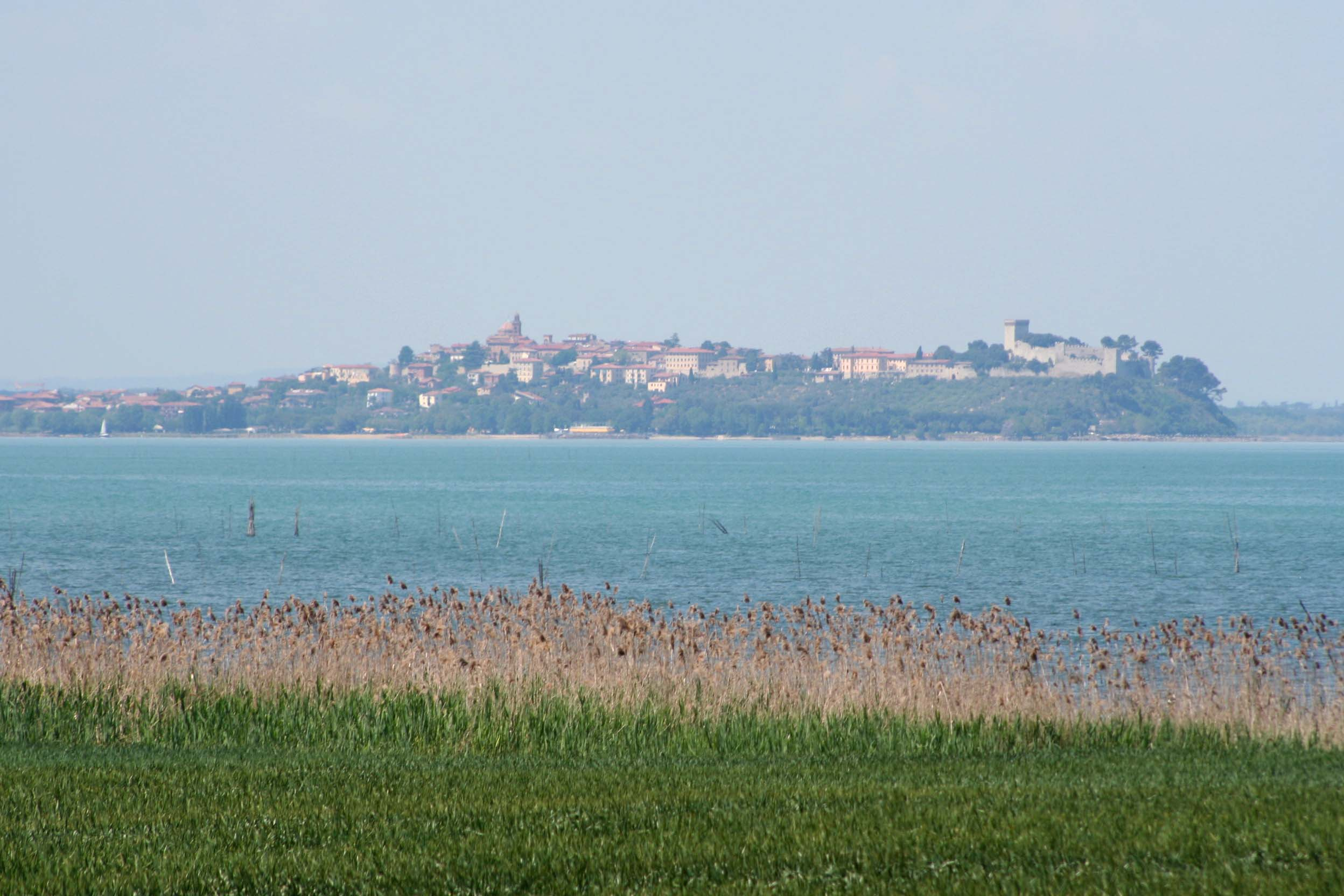
Lage der Stadt über dem Lago Trasimeno; Ansicht von Süden
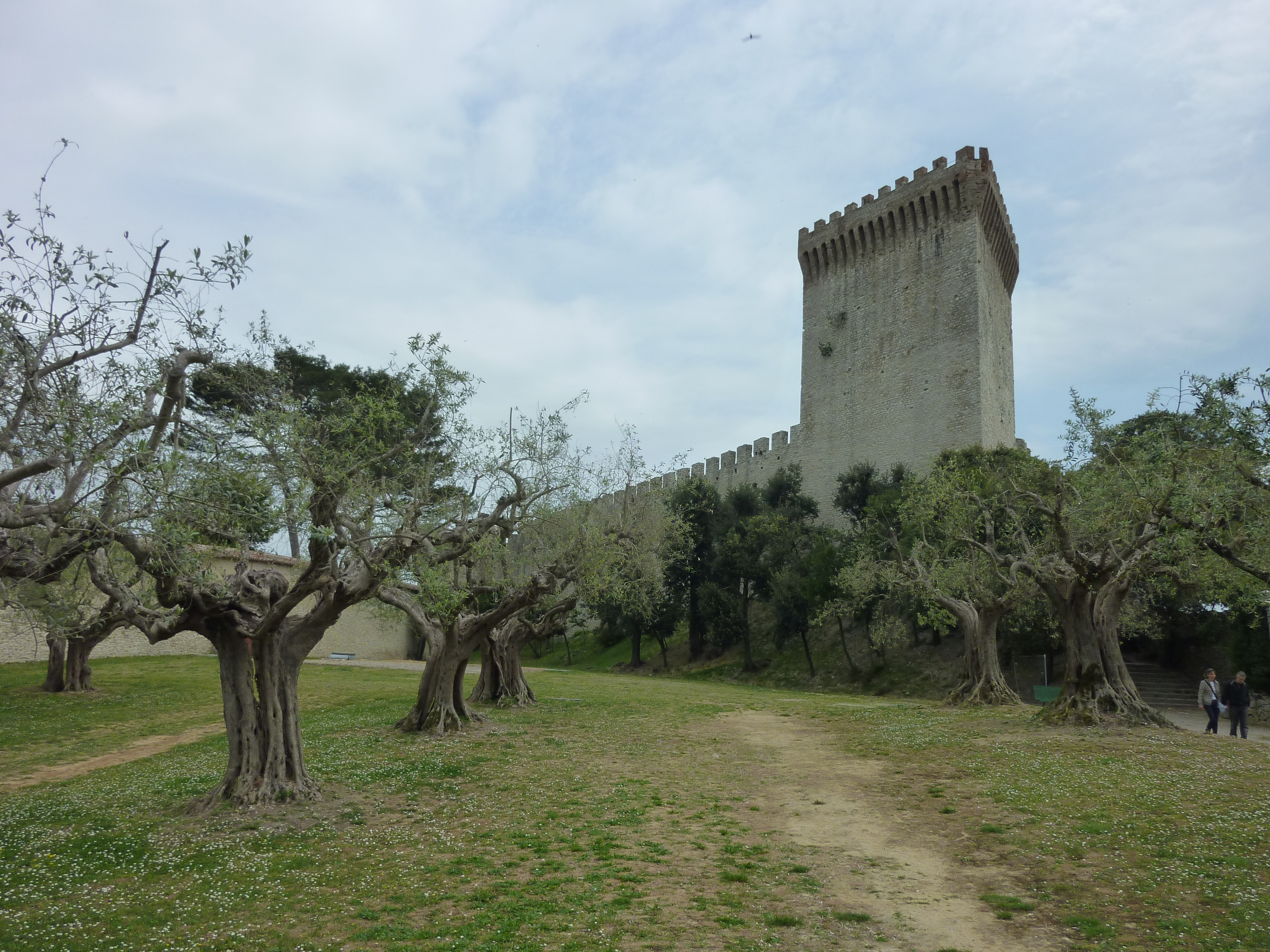
Festung Rocca del Leone
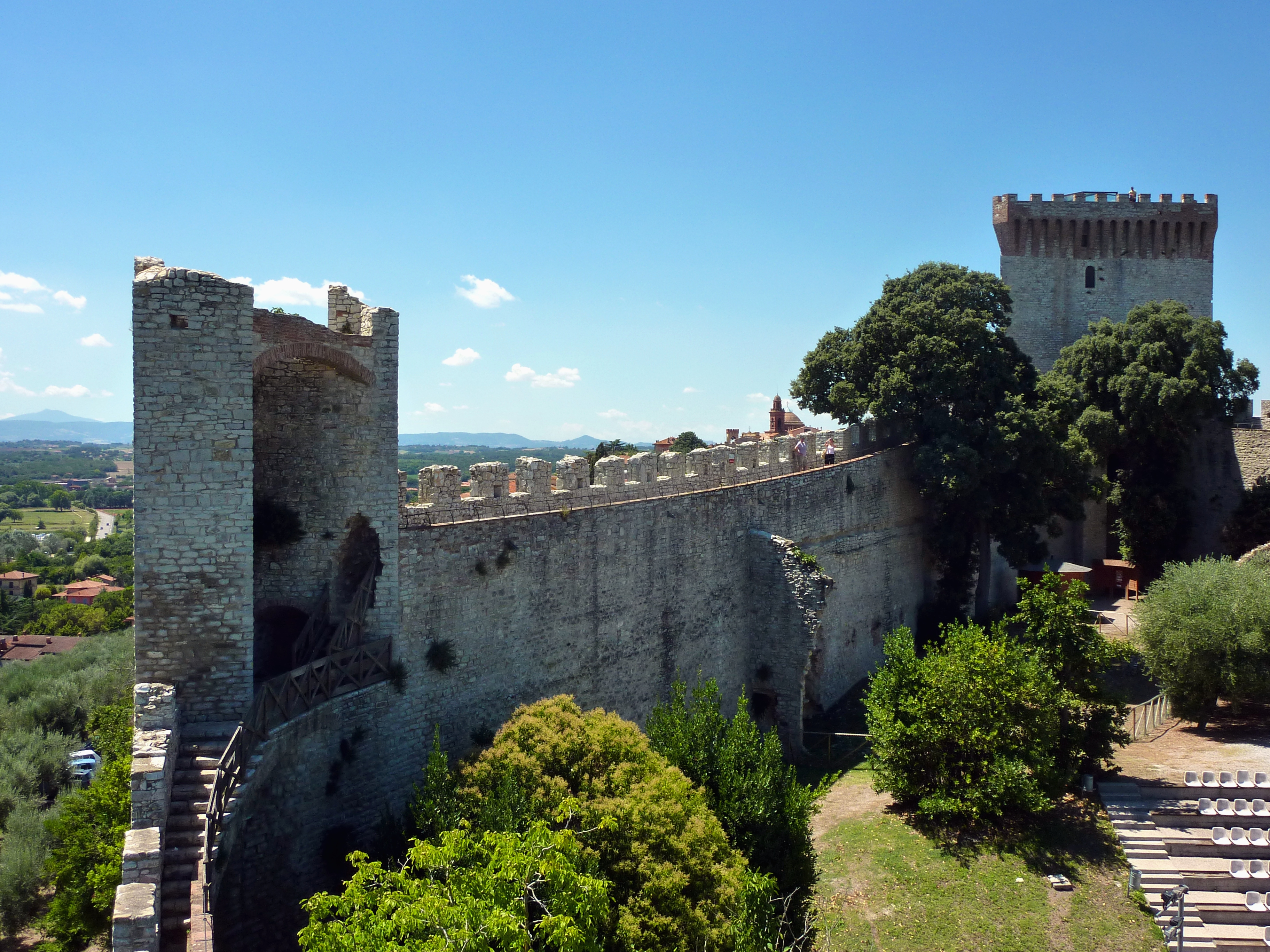
Festung
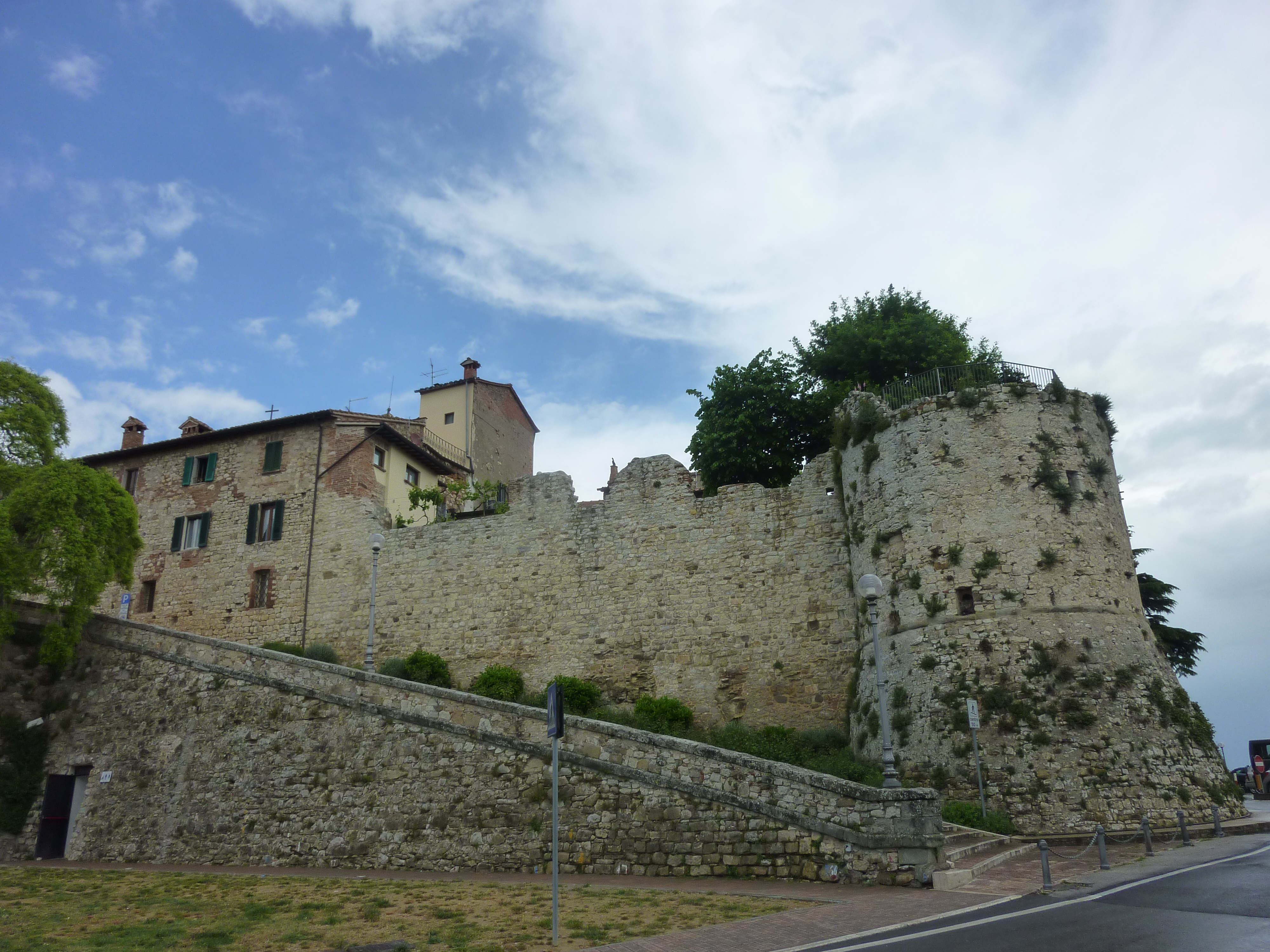
Aufgang zur Altstadt
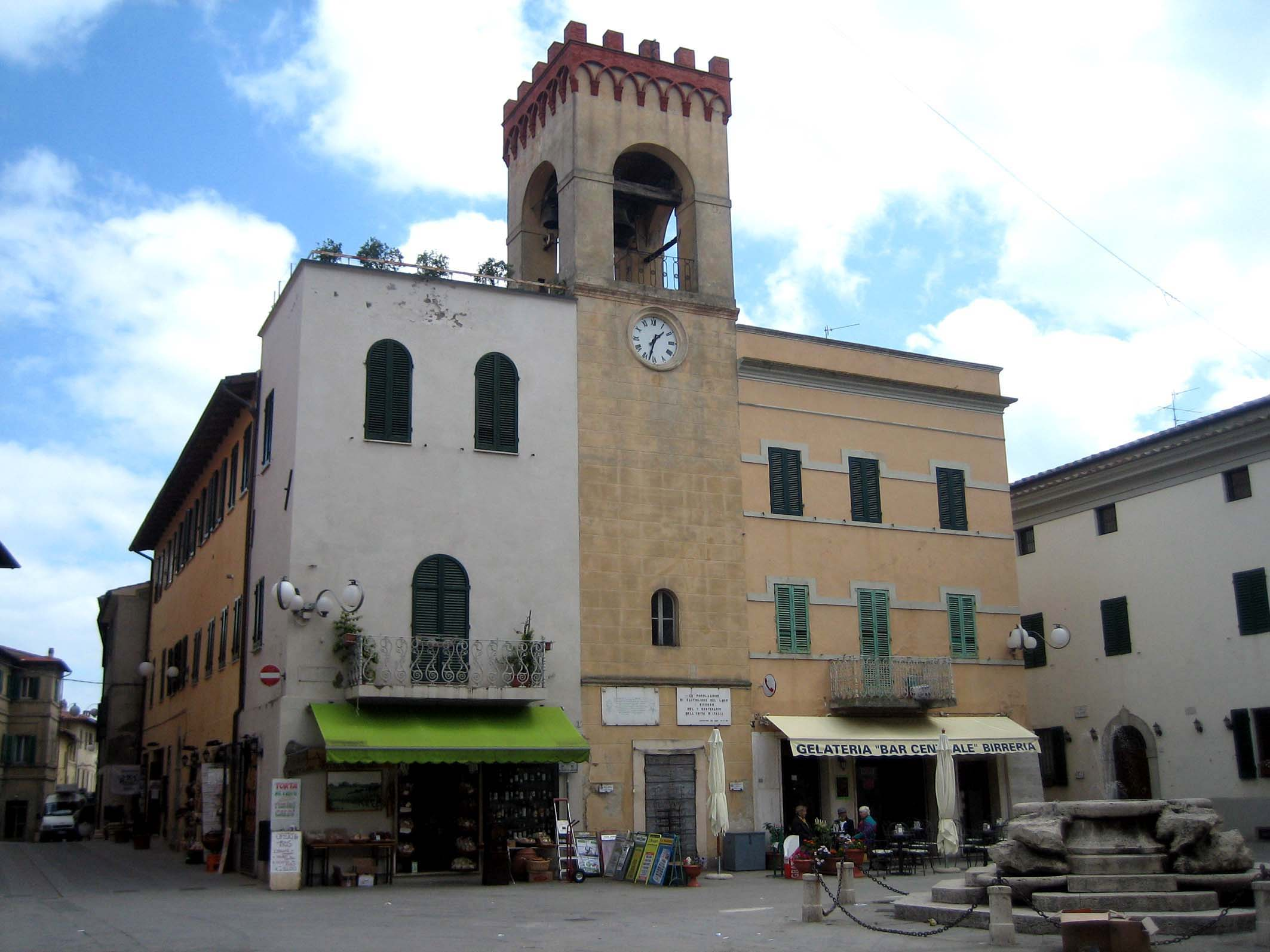
Piazza Mazzini
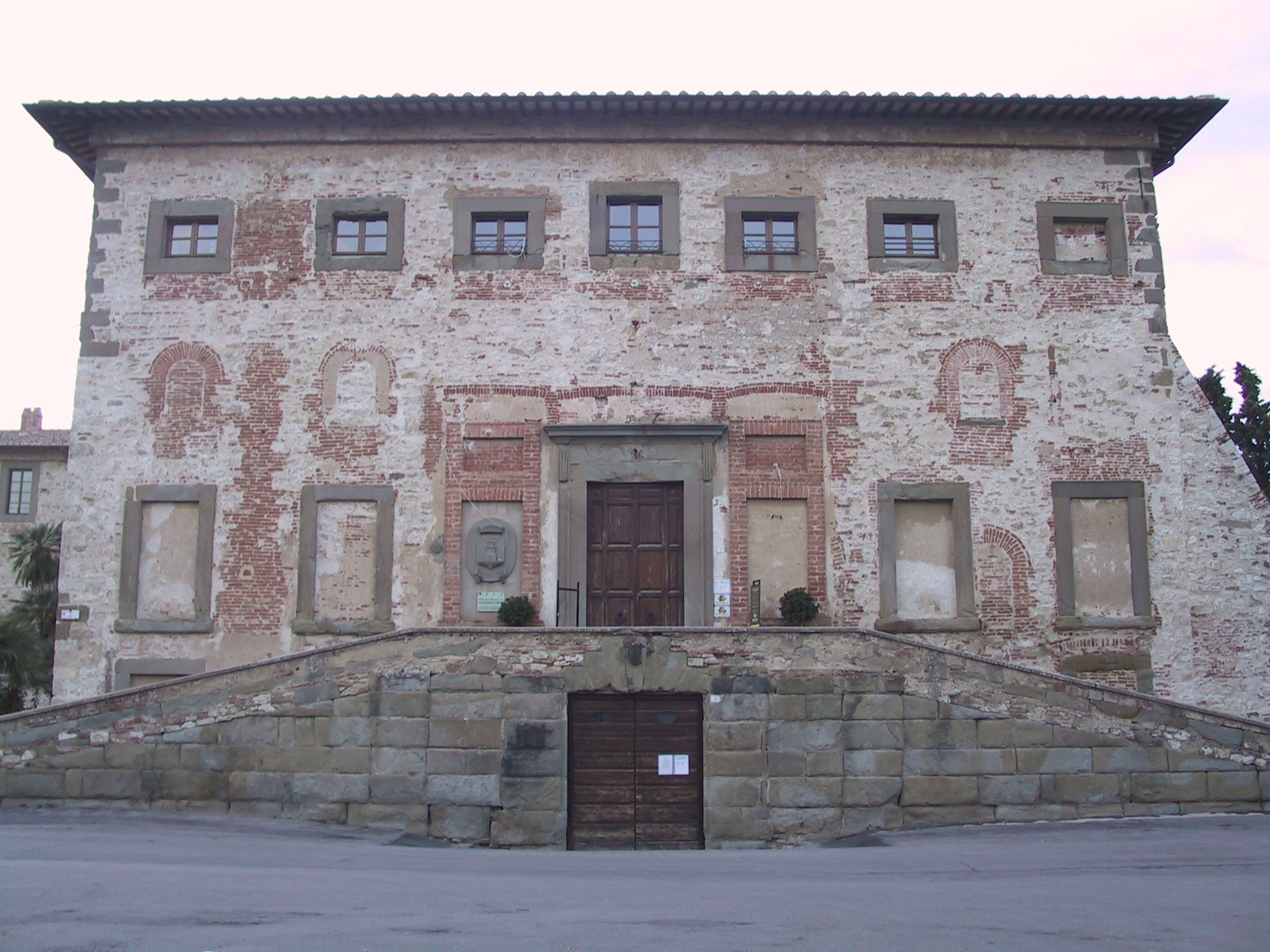
Palazzo della Corgna (Palazzo Ducale)
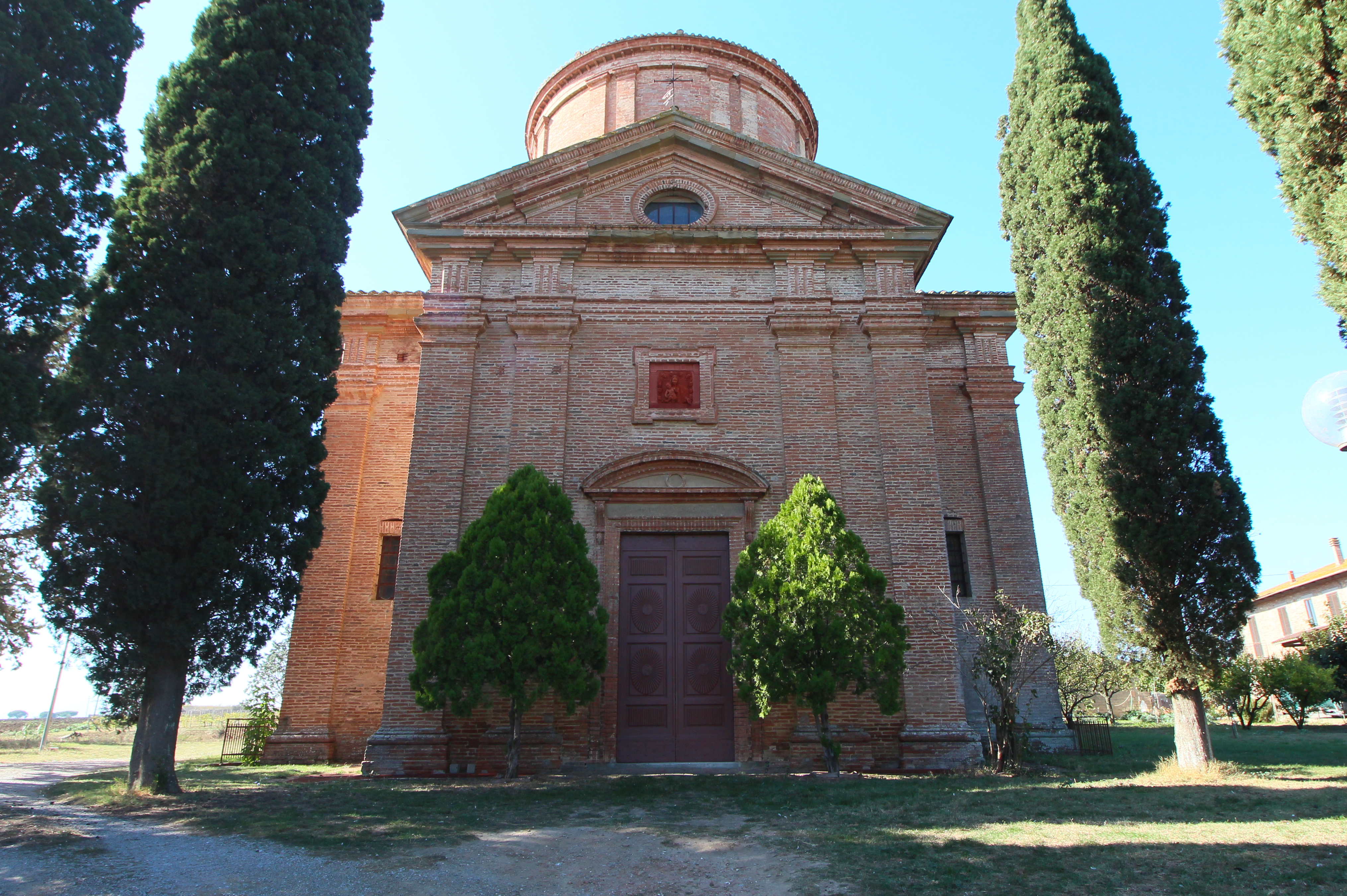
Santuario della Madonna della Carraia
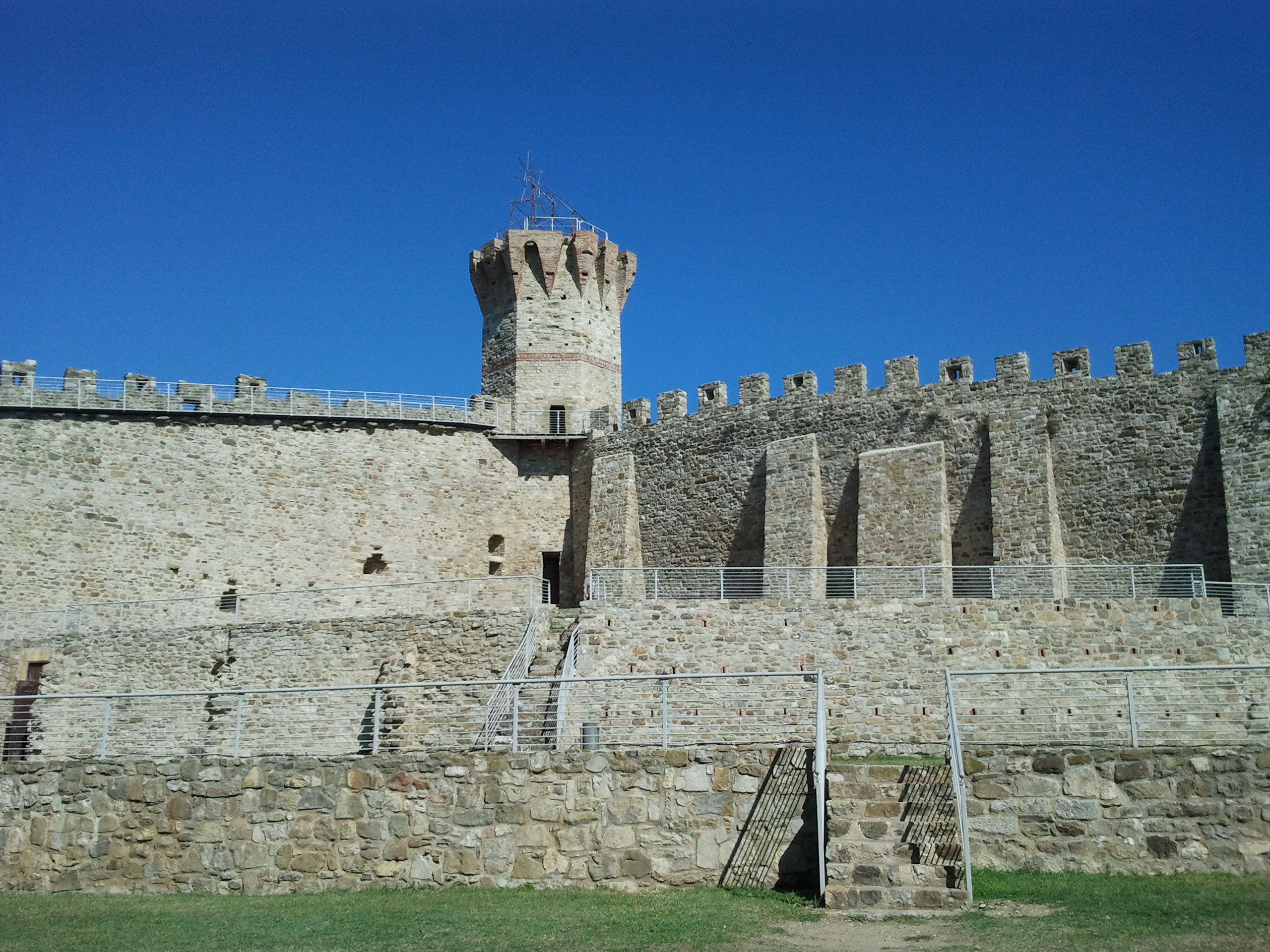
Castello di Polvese

## Wirtschaft und Verkehr

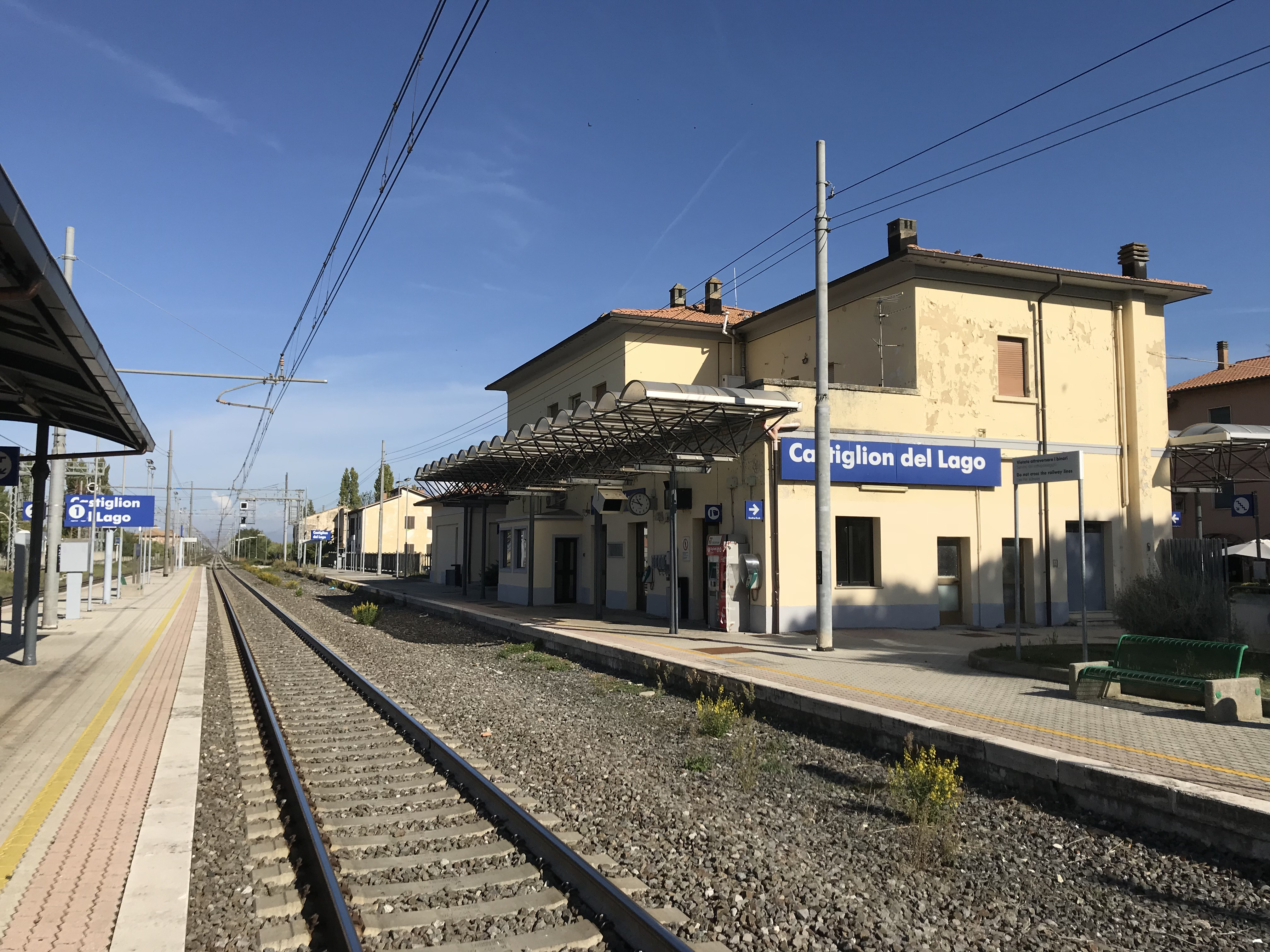
Station der Bahnlinie Rom–Florenz

- Teile der Gemeinde gehören zum Anbaugebiet der DOC-Weine mit der Bezeichnung Colli del Trasimeno DOC.
- Castiglione del Lago hat einen Flugplatz (Leopoldo Eleuteri), der der Allgemeinen Luftfahrt dient. Bis zum Zweiten Weltkrieg war dort die Jagdfliegerschule der Regia Aeronautica.
- Der Ort ist mit einer Anschlussstelle an den Raccordo autostradale 6 und einer Station der Eisenbahnlinie Rom–Florenz ausgestattet.

## Städtepartnerschaften
Der Ort unterhält Partnerschaften mit den Gemeinden:
- Trappes, Frankreich, seit 1971
- Kopřivnice, Tschechien
- Lempäälä, Finnland, seit 2005

## Persönlichkeiten
- Margareta von Cortona (1247–1297), Terziarin, Heilige
- Franco Rasetti (1901–2001), Physiker
- Laura Chiatti (* 1982), Schauspielerin und Sängerin
- Eros Capecchi (* 1986), Radrennfahrer
- Andrea Antonelli (1988–2013), Motorradrennfahrer
- Stefano Okaka (* 1989), Fußballspieler